# Krajem Chrudimky

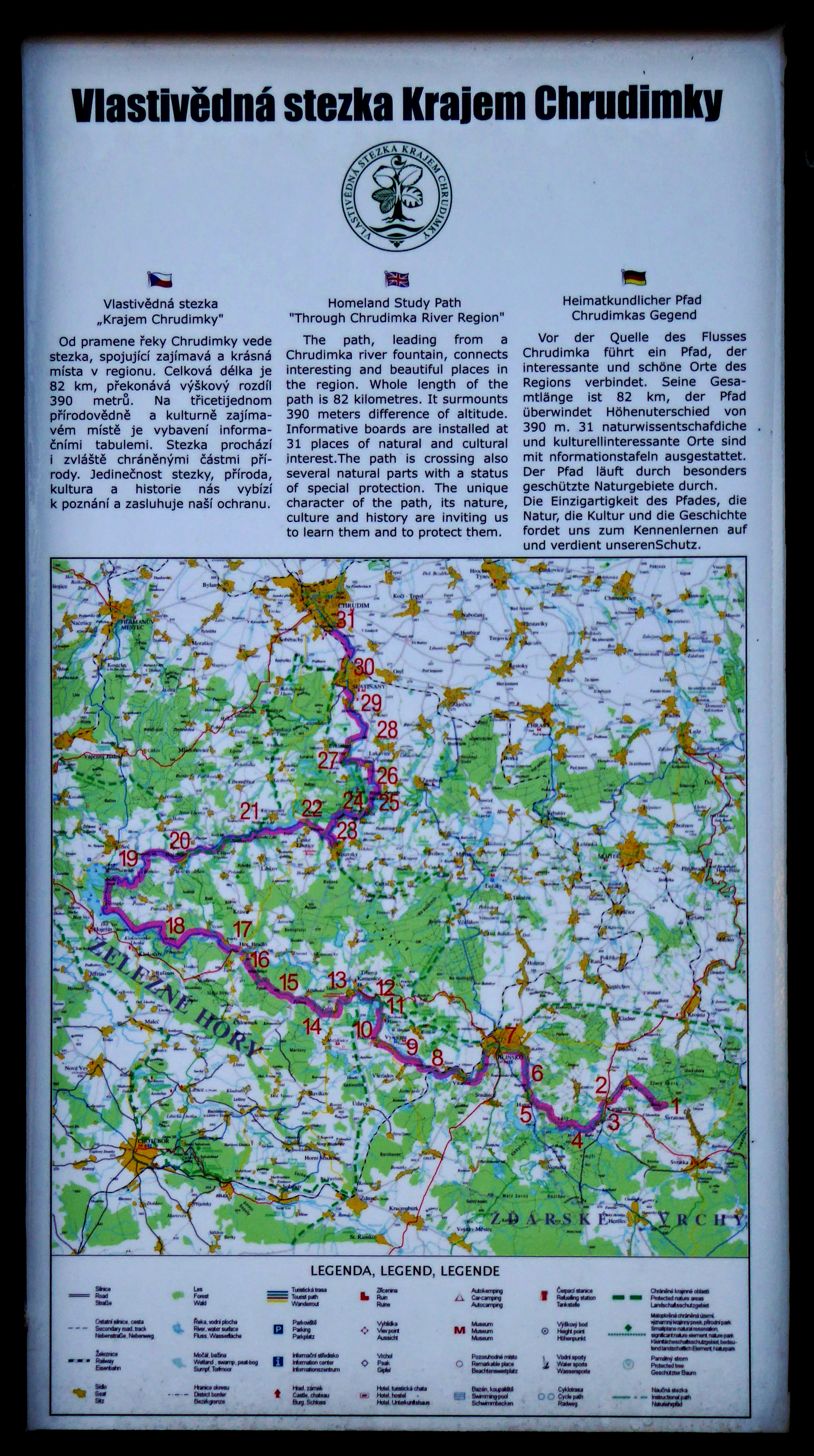
Vlastivědná stezka Krajem Chrudimky, informační tabule s orientační mapou a vyznačenými stanovišti

Vlastivědná stezka Krajem Chrudimky je naučná stezka s přírodovědnými a kulturně zajímavými místy v povodí řeky Chrudimky. Trasa 82 km dlouhá začíná u Filipovského pramene řeky, až do Škrovádu vede krajinou Sečské vrchoviny v pohoří Železných hor, v závěrečném úseku ze Slatiňan do Chrudimi v krajinné oblasti Chrudimské tabule ve Svitavské pahorkatině.
Naučná stezka má celkem jednatřicet informačních tabulí seznamujících návštěvníky s krajinou v povodí řeky Chrudimky, výchozí místo – „Filipovský pramen” je na informační tabuli označené číslem 1, posledním místem s číslem 31 je „Chrudim” (od názvu města odvozeno jméno řeky, do 17. století nazývané Kamenice).
Trasa je celoročně průchozí, kromě mimořádných událostí v době například kalamitní situace, vysoké sněhové pokrývky, rozbahněného terénu apod.
Od Filipovského pramene, přibližně 750 m severozápadně (312°) od nejvyššího vrcholu Železných hor s názvem U oběšeného (737,4 m n. m.), na rozhraní katastrálních území obcí Krouna a Svratouch je vlastivědná stezka vedena Chráněnou krajinnou oblastí Žďárské vrchy (s délkou vodního toku Chrudimky 27,9 km) po turistické trase do Trhové Kamenice, k silničnímu mostu přes Chrudimku v Havlíčkově ulici.
V centru města Hlinsko prochází okrajem vesnické památkové rezervace lidové architektury Betlém, v urbanistickém celku s venkovskými domy sídlí Muzeum v přírodě Vysočina, součást Národního muzea v přírodě. Muzeum národopisného charakteru má dvě ucelené expozice lidové architektury a technického stavitelství (Betlém ve městě Hlinsko a Veselý Kopec ve stejnojmenné malé vesnici v obci Vysočina). Muzeum, lidově nazývané „skanzen”, do 10. prosince 2018 působilo pod názvem Soubor lidových staveb Vysočina.
Z Trhové Kamenice (křižovatka ulic Havlíčkova a Husova) pokračuje turistická trasa Chráněnou krajinnou oblastí Železné hory až k silnici I/37 u odbočky na Drahotice. Dále směřuje Sečskou vrchovinou do Škrovádu a krajinou Chrudimské tabule ze Slatiňan do Chrudimi.
Stezka byla vybudována v letech 1972–1973, v 90. letech 20. století upravena, v roce 2009 rekonstruována Českým svazem ochránců přírody, základní organizací Nasavrky. Finanční podporu na rekonstrukci poskytlo Ministerstvo životního prostředí České republiky z programu „Obnova přirozených funkcí krajiny“, prostřednictvím Správy Chráněné krajinné oblasti Železné hory.

## Turistické trasy
Vlastivědná stezka s výškovým převýšením 390 m využívá dvou značených turistických tras Klubu českých turistů:
- Zeleně značená v úseku od Filipovského pramene[4] v horním toku řeky Chrudimky do Horního Bradla, výchozím bodem celé turistické trasy je Čachnov, železniční stanice.
- Modře značená v úseku Horní Bradlo[5] – Chrudim, s koncovým bodem celé turistické trasy u železniční stanice.

Turistické trasy s vlastivědnou stezkou uvedeny na mapách:
- Žďárské vrchy (mapový list č. 48), úsek Filipovský pramen – Hlinsko.[6]
- Železné hory (mapový list č. 45), úsek Hlinsko – Chrudim.[7]

## Informační stanoviště
Informační stanoviště (označená číslem) tvoří:
- Filipovský pramen (1), považován za nejvýznamnější ze zdrojnic řeky Chrudimky v rozsáhlém prameništi v Kameničské vrchovině, nachází se přibližně podle vrstevnicové mapy v nadmořské výšce 705 m v lesní lokalitě Humperky nad malou vesnicí Filipov, od které byl odvozen název pramene.[8] V roce 1973 provedli úpravu místa s pramenem žáci středního učiliště bývalého národního podniku Transporta Chrudim.[6] U pramene vztyčen žulový obelisk s nápisem: „Filipovský pramen řeky Chrudimky dříve zvané Kamenice 708 m n. m.“ Lokalita se stala cílem každoročního setkání turistů v závěru roku (34. ročník v roce 2017)[9] organizovaného Klubem českých turistů v Hlinsku[10] pod názvem Silvestr na Chrudimce.
- Kameničky (2)
- Vojtěchův kopec (3), v přírodní rezervaci Volákův kopec.
- Luční niva Lány (4), po průtoku Kameničkami, pod rybníkem Groš, protéká Chrudimka pod zalesněnými svahy údolní nivou s roztroušenými dřevinami na vlhkých loukách až mokřadech. Částečně jsou vlhké louky využívány jako pastviny, podél koryta řeky se objevují olšiny a vrbové dřeviny, v lesním prostoru převážně smrk a ojediněle borovice lesní s jedinečným ekotypem nazvaným podle lokality borovice lánská (nedaleko naučná stezka v péči státního podniku Lesy ČR).[11] Lány tvoří několik původních stavení, u řeky v 18. století železářský hamr. Přes Chrudimku vybudován kamenný most s lesní cestou. Luční společenstva tvoří více druhů trav a květnatých bylin, ve větší míře se objevuje kohoutek luční, kopretina bílá, krkavec toten, pryskyřník prudký, rdesno hadí kořen, zvonek rozkladitý. Luční niva s vysokou ekologickou hodnotou je významná pro vodní režim krajiny, je součástí evropsky významné lokality Údolí Chrudimky. Chráněné území soustavy Natura 2000 je vymezeno korytem zdrojnice Chrudimky s počátkem u silnice Dědová – Kameničky a podél toku řeky až před začátek vzdutí vodní nádrže Hamry, k silnici Hamry – Vortová.[12]
- Hamry (5)
- Svatojánské Lázně (6)
- Hlinsko (7)
- Králova pila (8), v sídelní lokalitě Milesimov (část obce Všeradov), objekt vodního mlýna a pily s unikátní technologií a strojním zařízením, patřil k prvním zachráněným technickým stavbám na řece Chrudimce, památkově chráněn od roku 1958,[13] koncem 60. let 20. století, přičiněním dobrovolníků a památkáře Luďka Štěpána (1932 – 2017), později zakladatele expozice lidových staveb v sídelní lokalitě Veselý Kopec pod názvem Soubor lidových staveb a řemesel Vysočina, znovu sestaveno umělecké složení mlýna, postavena dvě vodní kola na spodní vodu a po úspěšné rekonstrukci zpřístupněn v letech 1969–1983 veřejnosti (v současnosti soukromý objekt veřejnosti nepřístupný).
- Veselý kopec (9), ucelená expozice lidové architektury a technického stavitelství v přirozené krajině Železných hor, v původně osadě Veselý Kopec, v části obce Vysočina. Součást Muzea v přírodě Vysočina (pod názvem Soubor lidových staveb a řemesel Vysočina v letech 1972–1981 a Soubor lidových staveb Vysočina v letech 1982–2018).
- Dřevíkovská náves (10), součást vesnice Dřevíkov v obci Vysočina, sídlo obecního úřadu, více památek lidových staveb a židovské kultury, také židovský hřbitov.
- Svobodné Hamry (11), malá vesnice se zástavbou nad řekou Chrudimkou. V 15. století u řeky vybudován železný hamr, kolem něho osada nazvaná Hamr nad Kamenicí, od roku 1769 s názvem Svobodné Hamry. Železná huť pracovala až do konce 17. století, od 18. století další zařízení na vodní pohon, včetně mlýna a pily, počátkem 20. století zanikly. Lidová architektura, například roubená stavba památkově chráněná od roku 1958[14] (uvnitř hospoda), v lokalitě také venkovský zámek s renesanční dispozicí na místě původní tvrze s názvem Odranec, upraven v pseudobarokním stylu,[15] v letech 1862–1903 spojen s osobou českého architekta a stavitele Jan Nevole (1812–1903). Vodní kovací hamr s mlýnicí[16] pozůstatek železářské hutě, v 70. letech 20. století obnovený, objekt ve správě Muzea v přírodě Vysočina, v roce 1995 vyhlášena vesnická památková zóna Svobodné Hamry.[17] Trasa také částí Turistické cesty Františka Kavána (v lokalitě památník malíře krajiny).
- Trhovokamenické rybníky (12), rybníky se zeměpisnými názvy (hydronymum) Velká Kamenice, Mlýnský rybník a rybník Rohlík (přírodní památky Zadní rybník, Mlýnský rybník a rybník Rohlík).[18]
- Trhová Kamenice (13)
- Zubří (14)
- Polom (15)
- Železné hory (16)
- Bradlo a Lipka (17)
- Přemilov (18)
- Seč – přehrada (19)
- Bojanov (20)
- Vodní dílo Křižanovice (21)
- Keltské hradiště (22)
- Nasavrky (23)
- Krkanka a Strádovské Peklo (24)
- Libáňské rybníky (25)
- Lukavice (26)
- Svídnice a Práčov (27)
- Lukavická štola (28)
- Škrovád (29)
- Slatiňany (30)
- Chrudim (31)

## Informační tabule
Fotografie informačních tabulí pro turisty na jednotlivých stanovištích, bližší informace výše, viz Informační stanoviště.

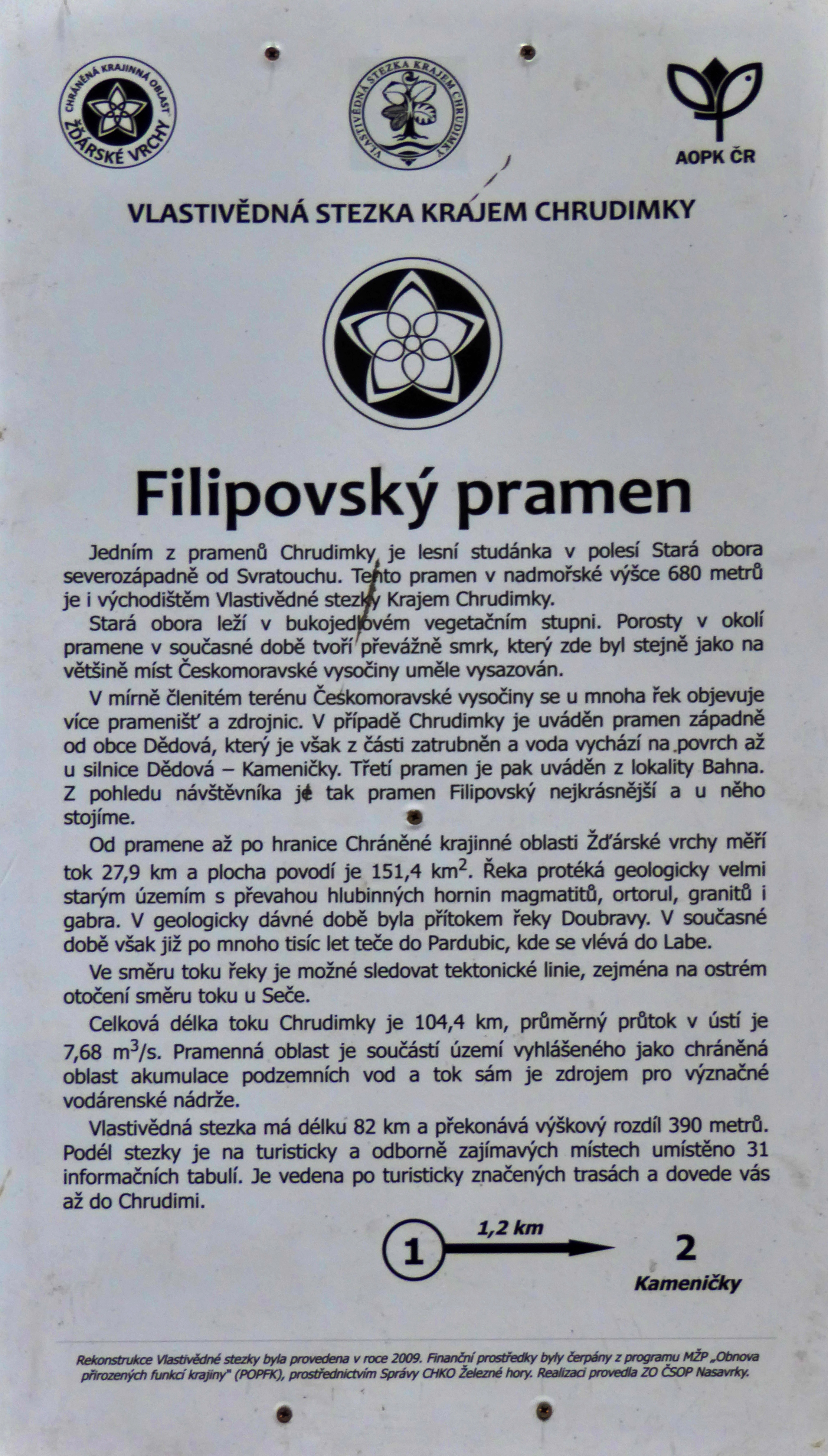
Filipovský pramen, stanoviště č. 1 – výchozí místo vlastivědné stezky od pramenné zdrojnice řeky Chrudimky (informační tabule u pramene v lesní lokalitě Humperky)
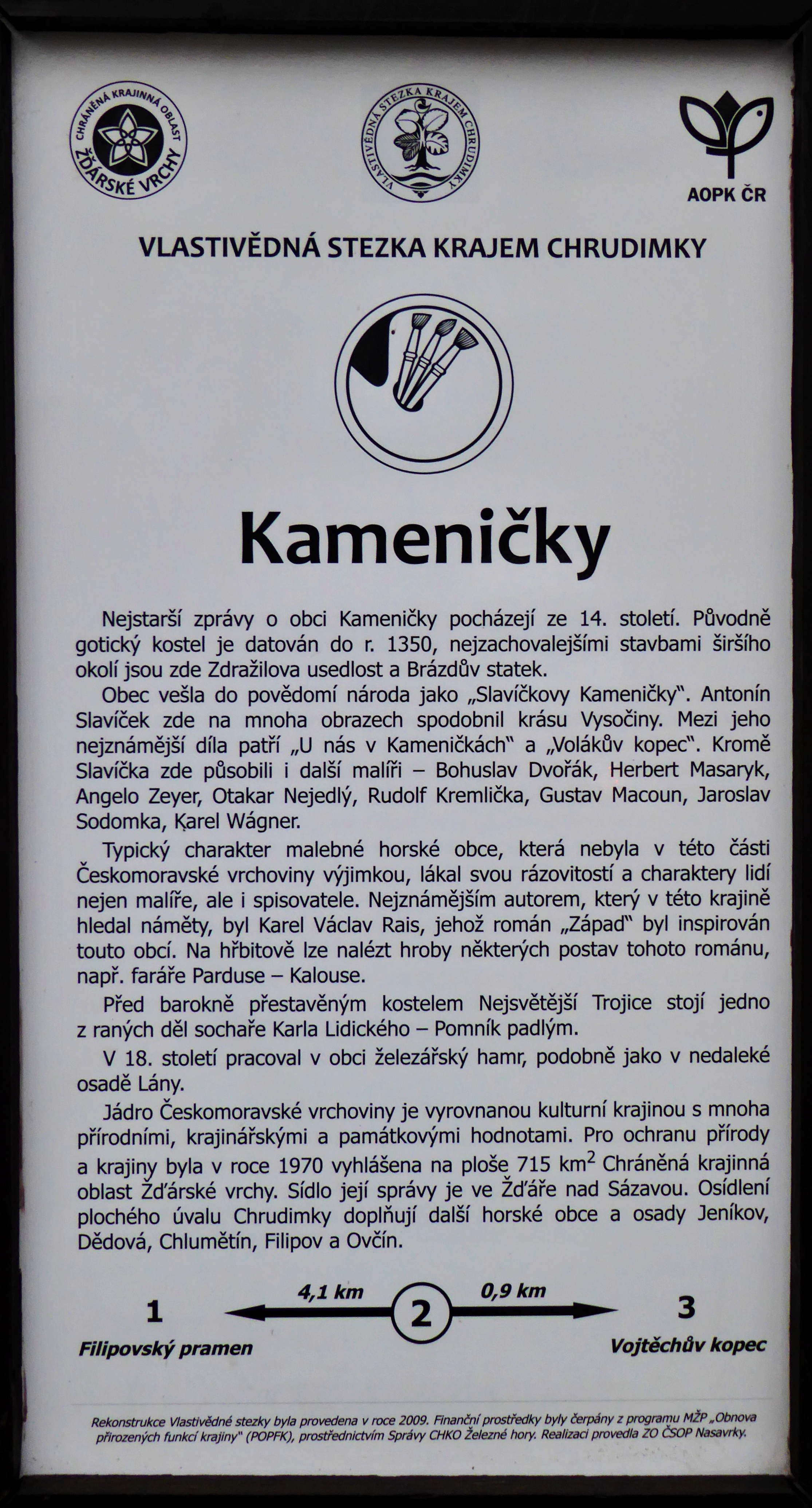
Kameničky, stanoviště č. 2 vlastivědné stezky v obci s rozsáhlým prameništěm řeky Chrudimky v Kameničské vrchovině (informační tabule v centru obce)
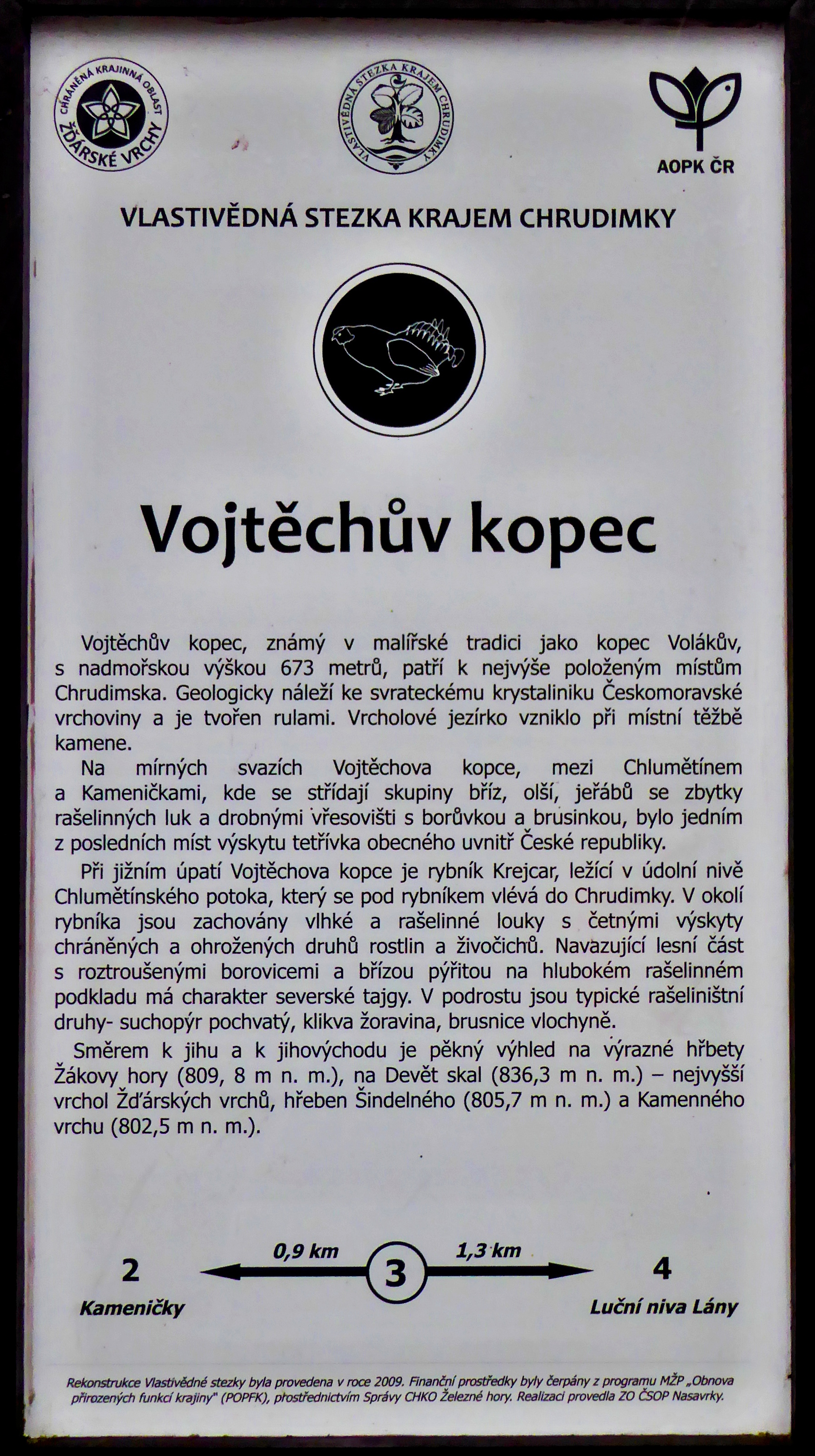
Vojtěchův kopec, stanoviště č. 3 vlastivědné stezky v přírodní rezervaci Volákův kopec (informační tabule ve vrcholové části kopce)
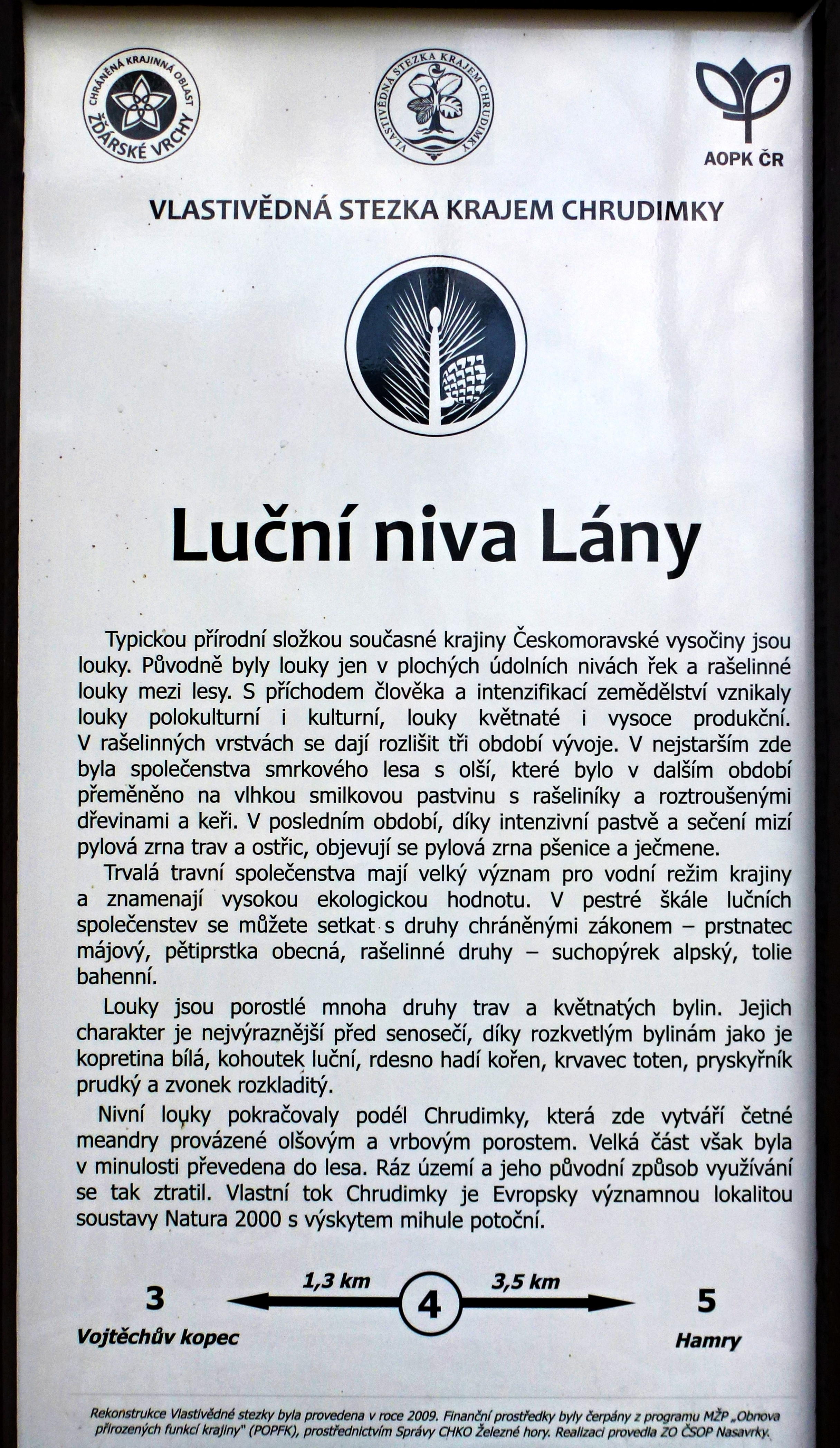
Luční niva Lány, stanoviště č. 4 vlastivědné stezky v evropsky významné lokalitě Údolí Chrudimky (informační tabule v lesní lokalitě u řeky)
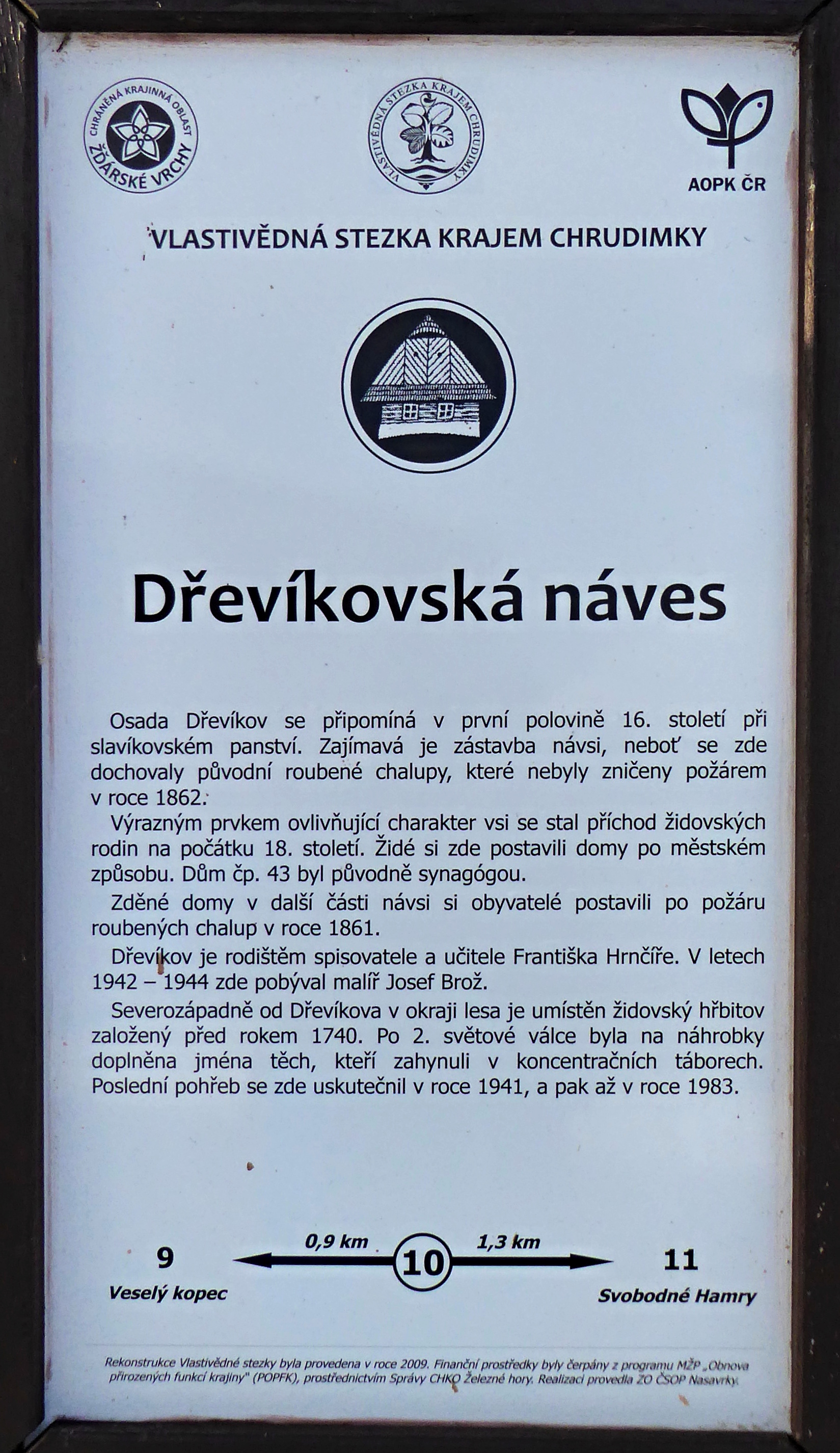
Dřevíkovská náves, stanoviště č. 10 vlastivědné stezky v sídelní lokalitě Dřevíkov, v obci Vysočina (informační tabule na návsi)
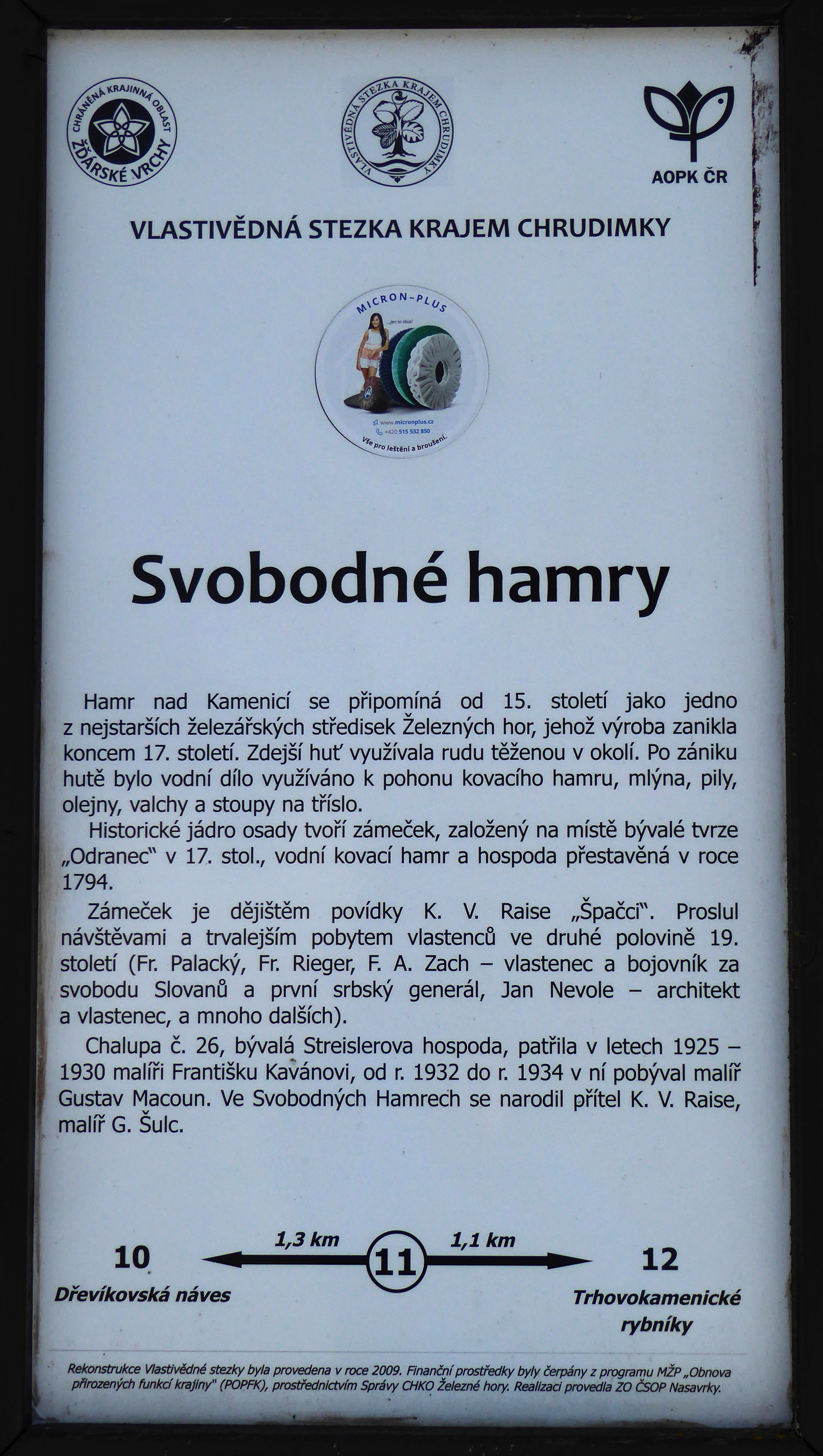
Svobodné Hamry, stanoviště č. 11 vlastivědné stezky před objektem vodního hamru s mlýnicí (informační tabule v centru vesnice)